# 歐索基鎮區 (堪薩斯州傑佛遜縣)
歐索基鎮區（英語：Ozawkie Township）為美國堪薩斯州傑佛遜縣轄下的鎮區。2010年美国人口普查中此鎮區人口有1,637人。

## 地理
歐索基鎮區涵蓋總面積為110.7平方（42.75平方英里），其中陸地面積為97.3平方（37.57平方英里），水域面積為13.4平方（5.18平方英里）或12.12%。海拔高度311（1,020英尺）。

## 人口統計
根據2010年美國人口普查，歐索基鎮區人口有1,637人，其中男性有837人，女性有800人，人口密度為每平方公里14.79人，住房計659戶。鎮區內的白人有1,571人，非裔美國人有12人，美洲原住民有21人，亞裔美國人有2人，太平洋島裔美國人有1人，其他種族有6人，混血種族則有24人。此外鎮區內有36人為西班牙裔或拉丁裔美國人。此鎮區之年齡中位數為40.9歲，而男性年齡中位數為39.9歲，女性年齡中位數為42.2歲。

## 交通

### 主要公路
- 4號堪薩斯州州道
- 92號堪薩斯州州道